# Punktroman
En punktroman är en roman i punktform. En punktroman är kortprosa i en liten berättelse. Punktromanen är skriven med få ord men mycket tankar. Den ligger närmare poesin än prosan.